# 瓊基雅·納帕爾佳里
瓊基雅·納帕爾佳里（Tjunkiya Napaltjarri，亦稱瓊基雅·卡馬伊、瓊基雅、瓊凱·納帕爾塔里、科瓦伊或卡馬伊）（約1927年－2009年）是來自澳洲西部沙漠文化區的澳大利亞原住民藝術家。她是藝術家溫吉雅·納帕爾佳里的姊妹。
瓊基雅的畫作被多個重要公共藝術機構收藏，包括澳洲國家美術館、新南威爾斯美術館、北領地博物館與美術館和維多利亞國立美術館。

## 生平

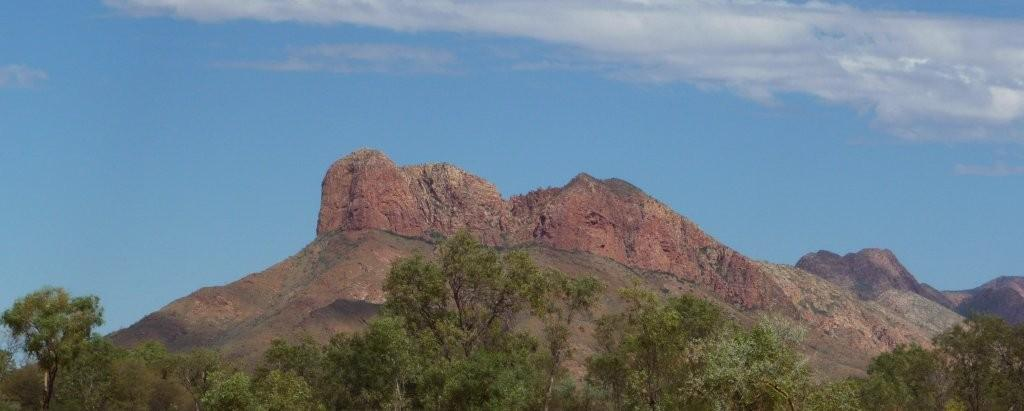
哈斯特布拉夫——瓊基雅出生後家族首個定居地，也是她後來作畫的地方

瓊基雅約生於1927年：該地區主要傳記參考資料記載為約1927年；而新南威爾斯美術館則認為約1930年。出生年份的不確定性部分是因為原住民習慣以其他事件作為參照來估算時間。
"納帕爾佳里"（Warlpiri語稱"Napaljarri"，西部沙漠方言稱"Napaltjarri"）是澳洲原住民皮膚名，屬於中澳原住民親屬制度中用於區分群組的16個皮膚名之一。這些名稱定義了親屬關係，影響理想的婚姻配對，並可能與特定圖騰相關。雖然可作為稱呼使用，但不同於歐洲姓氏的概念。"瓊基雅"才是藝術家專有的名字。
作為賓土比語使用者，瓊基雅出生在瓦隆古魯（即金托爾）西北部地區，靠近西澳大利亞邊境，位於愛麗斯泉以西。後來全家搬遷至哈斯特布拉夫。她成為托巴·賈卡馬拉的第二任妻子，托巴的兒子土耳其托爾森·賈普拉是帕普尼亞圖拉藝術運動的重要創始人之一。在哈斯特布拉夫期間，她育有十名子女，其中包括後來為帕普尼亞圖拉創作的兒子比利·羅和萊利·羅，以及女兒米吉莉（約1948年生）——她嫁給了隆·湯姆·賈帕南卡並在哈斯特布拉夫從事繪畫。後來全家從哈斯特布拉夫搬遷至帕普尼亞，並於1981年移居金托爾。
瓊基雅是藝術家溫吉雅·納帕爾佳里的姊妹，兩人同為托巴的妻子。1990年代中期曾患重病，於2009年去世。